# Le Chat (film)
Le Chat is een Frans-Italiaanse film van Pierre Granier-Deferre die werd uitgebracht in 1971. De film vertelt het verhaal van een uitgeblust gepensioneerd koppel dat noodgedwongen blijft samenleven in een beklemmende enge sfeer. 
Het scenario is gebaseerd op de gelijknamige roman van Georges Simenon die verscheen in 1967.

## Verhaal
Julien en Clémence Bouin wonen in Courbevoie, een voorstad van Parijs. Hun wijk is een grote bouwwerf. Ook hun huis zal moeten wijken voor grootschalige urbanisatiewerken. Julien is een gepensioneerde typograaf, Clémence was trapeze-acrobate maar ze moest haar circuscarrière vroegtijdig beëindigen wegens een val, waardoor ze sindsdien ook mank loopt. Ze hebben een kinderloos huwelijk dat na 25 jaar helemaal ontspoord is. Hun gevoelens voor elkaar zijn sinds lang verdwenen. Ze wonen nog samen omdat geen van beiden het huis wenst te verlaten. 
De onaangename en onverschillige sfeer ontaardt wanneer Julien zich ontfermt over een kat die hij aangetroffen heeft in hun voortuintje. Hij projecteert al zijn genegenheid op het dier. Clémence die reeds jaloers was op Nelly, de uitbaatster van een naburig hotel en zowat de vertrouwenspersoon van Julien, wordt nu ziekelijk jaloers op de kat. Man en vrouw voeren een koude oorlog in een klimaat van misprijzende stilte en haat.

## Rolverdeling
| Acteur              | Personage                                   |
| ------------------- | ------------------------------------------- |
| Jean Gabin          | Julien Bouin                                |
| Simone Signoret     | Clémence Bouin                              |
| Annie Cordy         | Nelly, de uitbaatster van het hotel Floride |
| Florence Haguenauer | Germaine                                    |
| Jacques Rispal      | de dokter                                   |
| Harry-Max           | de gepensioneerde oud-collega van Julien    |
| André Rouyer        | de vakbondsvertegenwoordiger                |
| Carlo Nell          | de makelaar                                 |
| Nicole Desailly     | de verpleegster                             |
| Yves Barsacq        | de architect                                |
| Georges Mansart     | de motorrijder                              |
| Renata Birgo        | de zuivelhandelaar                          |
| Isabel del Rio      | het meisje op de moto                       |
| Ermanno Casanova    | de cafébaas                                 |